# Ахмедов, Эльшад (футболист)
Эльшад Ахмедов (азерб. Əhmədov Elşad; род. 25 мая 1970, Баку, Азербайджанская ССР, СССР) — азербайджанский футболист и тренер. Выступал на позиции защитника. В 1992—1994 годах играл за сборную Азербайджана.

## Биография
С 1989 по 2001 годы был неизменным игроком агдамского «Карабаха».

## Достижения

### Чемпионат
- Чемпион Азербайджана 1993 года;
- Серебряный призёр чемпионата Азербайджана сезона 1993/94 годов; 1996/97

### Кубок
- Обладатель Кубка Азербайджана 1993 года;
- Финалист Кубка Азербайджана 1995/96, 1997/98 годов.

## Тренерская карьера
Был тренером детской футбольной команды ФК «Интер» Баку. В августе 2010 года был назначен главным тренером дублирующего состава «банкиров», сменив на этом посту Романа Джафарова.
С 2011 по 2013 года работал главным тренером дублирующего состава бакинского «Нефтчи». 5 июля 2013 года был уволен со своей должности и покинул команду. На его место был назначен Асим Ибрагимов. Однако в марте 2014 года вновь был возвращен в клуб и повторно назначен главным тренером дубля «нефтяников».

### Достижения
- 2012 год — чемпион Азербайджана по футболу среди дублирующих составов, будучи главным тренером ФК «Нефтчи» Баку.[5]